# Ellhofen
Ellhofen  est une commune de Bade-Wurtemberg (Allemagne), située dans l'arrondissement de Heilbronn, dans la région de Heilbronn-Franconie, dans le district de Stuttgart.